# 上田正樹
上田 正樹（うえだ まさき、1949年〈昭和24年〉7月7日 - ）は、日本のR&B・ソウルシンガー、シンガーソングライター。京都府出身。

## 経歴
父は京都大学医学部卒業の医師。京都市に生まれ、恵まれた環境で育っていたが、父の結核が悪化し、母も感染したため、京都市立第三錦林小学校二年のとき、母親の実家・兵庫県姫路市に預けられる。
間もなく父が亡くなり、母は回復し、父の親友でやはり医師と再婚。姫路の小学校四年の冬に、岐阜県高山市へと移った。母を巡る嫉妬から「絶対この義父には負けたくない」と東京大学医学部を目指して猛勉強。高山市立松倉中学校では生徒会長も務め、岐阜県立岐阜高等学校に進学。
それまで音楽にはあまり興味がなかったが、在学中の1966年、友人に誘われ、学生服でアニマルズの名古屋公演を観賞。最前列の上田は感動に打ち震え、それまで東大医学部を目指して勉強してきたことは何の意味も持たない、音楽の中に人生の答えがあったと感じる。公演観賞後は一緒にアニマルズを観た友人たちとフォーク・バンドを結成。当然勉強は疎かになり成績は急降下。見かねた義父が母方の実家に帰し、兵庫県立福崎高等学校に転校させた。
高校卒業後、岐阜大学に入学するが、大阪をはじめとして各地のキャバレーやディスコで音楽修業。
1972年12月、「金色の太陽が燃える朝に」でデビュー。1974年8月に福島県郡山市で開催されたワンステップフェスティバルに上田正樹とサウス・トゥ・サウスでデビュー。1975年、上田正樹とサウス・トゥ・サウスとしてライブ・アルバム『この熱い魂を伝えたいんや』（Bourbon）を発表し、注目を浴びる。その一部は、上田正樹と有山淳司名義の『ぼちぼちいこか』（Bourbon）としてリリース。
1970年代、ロックイベント『8・8ロックデイ』に出演。1976年、泉谷しげるの『家族』（フォーライフ・レコード）のレコーディングにピアノで参加。フォークシンガーの三上寛などとも交流していた。
1976年7月に上田正樹とサウス・トゥ・サウス解散後、ソロ・デビューするが、1977年11月12日に大麻取締法違反容疑で逮捕される。
その後、1982年にリリースした「悲しい色やね」（作詞：康珍化 作曲：林哲司）が有線放送から火がつき、翌1983年にかけて日本における自身最高のヒット曲となった。1988年公開の映画『悲しい色やねん』では主題歌となり、本人も出演している。1985年、「ライヴエイド」に出演した。
2000年、『FOREVER PEACE〜duet with REZA』がインドネシアやマレーシア、韓国でヒット。2007年、NHK土曜ドラマ『新マチベン』の主題歌に「somewhere sometime」が採用され、同年7月には同曲も収められたアルバム『OSAKA』が発売された。
著書に『戻りたい過去なんてあらへん -上田正樹語りおろし-』（K＆Bパブリッシャーズ/2007年刊）があり、リズム＆ブルースのビートで語り尽くし、おかしくもせつない生真面目な破天荒人生、時代を突き抜けた歌い倒れの40年を語っている。本書には未発表ライヴ映像ＤＶＤが付属されている。

## 上田正樹とサウス・トゥ・サウス
上田正樹を中心に1974年に結成されたバンド。1976年解散。

### メンバー
- 上田正樹 - ボーカル
- 有山淳司 - ギター
- 堤和美 - ギター
- 中西康晴 - キーボード
- 藤井裕 - ベース
- 正木五郎 - ドラムス[1]

## ディスコグラフィー

### アルバム
1. ぼちぼちいこか -上田正樹と有山淳司-（1975年5月）
2. この熱い魂を伝えたいんや-上田正樹とサウス・トゥ・サウス-（1975年12月）
3. 上田正樹（1977年9月）
4. PUSH & PULL（1978年10月）
5. THE SESSION（1980年）
6. JEALOUS NIGHT（1981年9月）
7. NO PROBLEM（1982年5月）
8. AFTER MIDNIGHT ~バラードまでそばにいて~（1982年12月）
9. HUSKY（1983年9月）
10. SONGS〜男が女を愛する時〜（1983年）CD独自企画
11. 抱きしめたい（1984年6月21日）
12. SONGS 2〜ALL OF MY HEART〜（1984年11月21日）CD独自企画
13. PRIVATE FILE（1984年12月21日）
14. サイレンス（1985年12月1日）
15. WHEN I WAS YOUR MAN -おまえの男だったときに-（1988年10月1日、32CA-2667）
16. SWEET LOVE BITTER（1989年7月21日、CA-3682）
17. CHARADE（1989年12月10日、CA-4347）
18. 家を出る少年だった頃（1991年3月1日、COCA-7274）
19. STRAIGHT TO THE HEART（1991年10月23日、PICL-1026）
20. シンパイスナ、アンシンスナ/サウス・トゥ・サウス’91ライブ（1992年2月26日、PICL-1032）
21. ブルースを浴びて暮らしたい（1992年5月1日、COCA-9893）
22. REAL GROOVE（1992年10月21日、PICL-1044）
23. Here, I am（1993年3月25日、PICL-1049）
24. That's A Point（1993年9月25日、PICL-1057）
25. 上田正樹 ベスト・セレクション（1993年10月1日、SRCL-2715）
26. Still Lovin' You（1994年7月27日、PICL-1083）
27. Roots（1995年3月22日、PICL-1094）
28. SWEET VOICE（1995年10月25日、PICL-1109）
29. tribute（1998年7月18日、DWCB-1）
30. HANDS OF TIME（1999年9月22日、PICL-1187）
31. Soulscape（2000年4月19日、UEDA-1）
32. NO MORE BLUES（2002年4月17日、AMS-108）
33. Smile（2003年8月27日、VACM-1233）
34. Imagine（2004年8月25日、VACM-1251）
35. Freedom（2006年1月18日、VACM-1276）
36. OSAKA（2007年7月25日、XQAG-1002）
37. ぼちぼちいこか '08 フィーチャリング くいだおれ太郎（2008年10月22日、FUCHI-001）※有山じゅんじと上田正樹名義
38. SMOOTH ASIA（2010年5月19日、VICL-63612）
39. 俺たちの歌（2011年2月2日、DQC-563）
40. 遠ざかる日本（ふるさと）の歌（2012年3月7日、UICZ-4260）
41. チョットちゃいます Better Sweet Soul -有山岸 featuring上田正樹 with Yoshie.N（2014年9月24日、PECF-3098）
42. Soul to Soul（2019年12月18日、UICZ-4465）

### シングル
テイチクレコード
1. 金色の太陽が燃える朝に／アンハッピー・ガール（1972年12月、SN-1286）

KITTY
1. やせた口笛で／始発電車（1976年5月、DKQ-1002）上田正樹とサウス・トゥ・サウス
2. 悲しい日々／うわさのマリー（原題：いとしのマリー）（1977年7月、DKQ-1014）
3. 感じるままに／ラブ・ソング（1978年、DKQ-1025）
4. ハーダー・ゼイ・カム（日本語詞）／ハーダー・ゼイ・カム（英語詞）（1978年5月、DKQ-1036）
5. 女は言葉じゃ通じない／チャンピオンが負けた日（1979年3月、DKQ-1053）
6. TOKYO FUN OSAKA SOCK IT TO ME／SWEET SOUL MUSIC（1980年7月、DKQ-1091）

CBS・ソニー
1. 東京エキスプレス／ホット・ナンバー（1981年9月、07SH-1055）
2. 涙のダーリング／ダンス・ザ・ワルツ（1981年12月、07SH-1111）
3. スウィート・キューピッド／ブラザー・ルイ（1982年5月、07SH-1170）
4. 悲しい色やね －OSAKA BAY BLUES－／Night Train To The Sky（1982年10月21日、07SH-1226）
5. MISS YOU BABY／ROULETTE（1983年4月、07SH-1290）
6. レゲエであの娘を寝かせたら／JAMAICA IN YOUR EYES（1983年9月、07SH-1400）
7. TAKAKO／扉を開けろ!That's all right（1984年5月、07SH-1496）
8. スタンド・バイ・ミー（ロング・バージョン）／TAKAKO／スタンド・バイ・ミー（レディオ・ミックス）（1984年11月21日、12AH-1820：12インチシングル）
9. キャロラインズホテル／ハートブレイカー（1985年4月1日、07SH-1623）
10. 人知れず恋／最後の夏（1985年8月25日、07SH-1677）
11. 思いでが降る夜 ELEGY／送らないぜ You Know Why I Feel Blue（1986年1月22日、07SH-1731）
12. GO WEST～胸いっぱいの愛を～／プールサイド・ウォーカー WATER MIND（1987年4月22日、07SH-1911）
13. 悲しい色やね／TAKAKO（1988年11月2日、10EH-3121）
14. 悲しい色やね／TAKAKO／レゲエであの娘を寝かせたら（1993年10月1日、SRDL-3716）

日本コロムビア/TRIAD
1. 深夜トランスファー／昨日はもうYesterday（1988年10月1日、AH-976）
2. 望郷／おまえの男だった時に（1989年3月1日、AH-5012）
3. ちゃんとやりたい／You Know I Love You（1989年6月21日、AH-5054）
4. OSAKA ON MY MIND／家を出る少年だった頃（1991年3月1日、CODA-8669）

パイオニアLDC
1. ずっと遠くで／WHO'S LOVING YOU（1991年9月25日、PIDL-1040）
2. Brother J.O. ／You Are Everything I Do（1992年2月7日、PIDL-1046）
3. わがまま／ゴスペル・タウン（1992年9月23日、PIDL-1058）
4. Midnight Lover／風が駆けぬける（1993年9月25日、PIDL-1082）
5. It's Alright／Searchin’（1994年1月26日、PIDL-1105）
6. Still Lovin' You／NO MOON（1994年6月25日、PIDL-1114）

BMGジャパン/RCA
- You’re My Soul Mate／You’re the one／素直な気持ち（1997年4月23日、BVDR-1161）

東芝EMI
- きっと一人じゃない／SAYONARA（1997年6月27日、TODT-5016）

ビデオアーツミュージック
- Collage／わがまま (New ver.)／わがまま（オリジナル版）（2000年7月26日、AMS-200）
- ジャスト・マイ・メモリー／おまえを救けにゆく（2004年08月25日、VACH-1003）

### CMタイアップ
- GO WEST（1987年、サントリー 缶コーヒー「WEST」）
- ハイウエイ（1989年6月 - 1991年6月、日産・グロリア Y31後期型CMソング） ※作詞：魚住勉、作曲：ジミー・ハスケル
- わがまま（1990年 - 1993年、ジュエリーナニワ） ※CMには島田陽子が出演
  - 本曲はCM用にサビの部分だけが作られていたが、好評だったため新たに歌詞とメロディーをフルコーラスで付け加えシングル化（アレンジはCMと異なる）、テレビドラマ「往診ドクター事件カルテ」（テレビ朝日系列）の主題歌としても使用された経緯がある。

- ふるさと（2012年 - 、カーコンビニ倶楽部）
- Old folks at home〜赤とんぼ〜Hard times（2012年 - 、カーコンビニ倶楽部）

2013年8月10日の大阪ドームでのプロ野球・オリックス対西武戦は「カーコンビニ倶楽部デー」として行われ、試合終了後にマウンド付近にステージを設営し、ミニライブを行った。

## 主な出演

### ラジオ番組
- ぱんげあクラブ（MBSラジオ）

### テレビ番組
- zubzub Bar （Music Japan TV） - 司会

### テレビドラマ
- 新鋭ドラマシリーズ 「俺のバージンロード」（1984年3月18日、TBS）
- 東芝日曜劇場 第1459回「ママ!メリークリスマス」（1984年12月23日、TBS）
- TBSの2時間ドラマ枠水曜ドラマスペシャル 「胡桃の家」（1987年3月18日、TBS）- 広史 役
- 男が泣かない夜はない（1987年、フジテレビ）

### テレビドラマ主題歌
- 深夜トランスファ - NHK総合 銀河テレビ小説「殿様ごっこ」（1988年度）[5]

### その他
- コカ・コーラCM「I feel Coke'88」（1988年頃）
- 「すばらしきわが人生 Part3」（シナノ企画）

## 東日本大震災復興支援活動
2011年11月に東日本大震災復興支援ソング「今ある気持ち」をリリース。この曲は国土緑化推進機構が推進した大震災復興支援企画「10000の瞳プロジェクト」の一環として制作。上田正樹の出身中学校である岐阜県高山市立松倉中学校の生徒400名と、宮城県石巻市立稲井小学校の生徒400名との合唱バージョンを収録。また、趣旨に賛同した韓国のシンガー「金道郷 (Kim Do-Hyang)」による韓国語バージョンも収録。CDは500円以上の募金をすることで受け取ることができる。
- 2011年12月23日「今ある気持ちコンサート」石巻専修大学
- 2012年3月3日「東北観光博×東北は負けない」復興支援ライブ＠関西空港
- 2012年3月5日 全労済ホールスペース・ゼロにおいて全労済主催で開催された「東日本大震災復興支援チャリティーコンサート」に参加した[6]。
- 2012年3月9日「東北観光博×東北は負けない」復興支援ライブ＠羽田空港
- 2012年3月10日「鎮魂の夕べ」石巻市
- 2012年3月11日「東北観光博×東北は負けない」復興支援ライブ＠仙台空港
- 2013年6月28日「東日本大震災復興支援コンサートat大阪南港」

「東日本大震災復興支援コンサートat大阪南港」は以後2015年の第3回まで開催し、大阪市の中学生（加美南中学校コーラス部ほか）と「今ある気持ち」をコラボレーションした。

## 著書
- 『戻りたい過去なんてあらへん -上田正樹語りおろし-』ケイ・アンド・ビー・パブリッシャーズ、2007年11月。ISBN 978-4-902800-06-7。